# Marie-Pauline Martin
Pour les articles homonymes, voir Pauline Martin et Agnès de Jésus.
Marie-Pauline Martin (appelée communément Pauline Martin), née le 7 septembre 1861 à Alençon et morte le  28 juillet 1951 à Lisieux, en religion Sœur Agnès de Jésus, est une religieuse de l'ordre des Carmes déchaux. Elle est l'une des cinq filles de Louis et Zélie Martin (canonisés en 2015) qui toutes entrèrent en religion (quatre au carmel et une à la Visitation), notamment la benjamine aujourd'hui célèbre en tant que « sainte Thérèse de Lisieux », religieuse avec elle au Carmel de Lisieux mais aussi Léonie, visitandine sous le nom de Sœur Françoise-Thérèse, dont le procès en béatification est ouvert en 2015.
Avec sa soeur Marie, Pauline est à l'origine de l’œuvre autobiographique de Thérèse de Lisieux, l'Histoire d'une âme. Étant prieure du couvent en 1894, elle demande à Thérèse au nom de l'obéissance de rédiger ses souvenirs d'enfance, qui constitueront la première partie de son ouvrage. Après la mort de Thérèse, c'est elle qui œuvre à faire publier le manuscrit, après beaucoup de relectures et d'organisation pour en tirer un ouvrage conforme aux standards de l'époque. L'ouvrage connaît un succès littéraire inattendu et mondial.
Réélue plusieurs fois prieure du couvent, elle est confirmée à ce poste « à vie », par une décision exceptionnelle du pape Pie XI. Elle meurt en 1951, âgée de 89 ans.

## Biographie

### Enfance

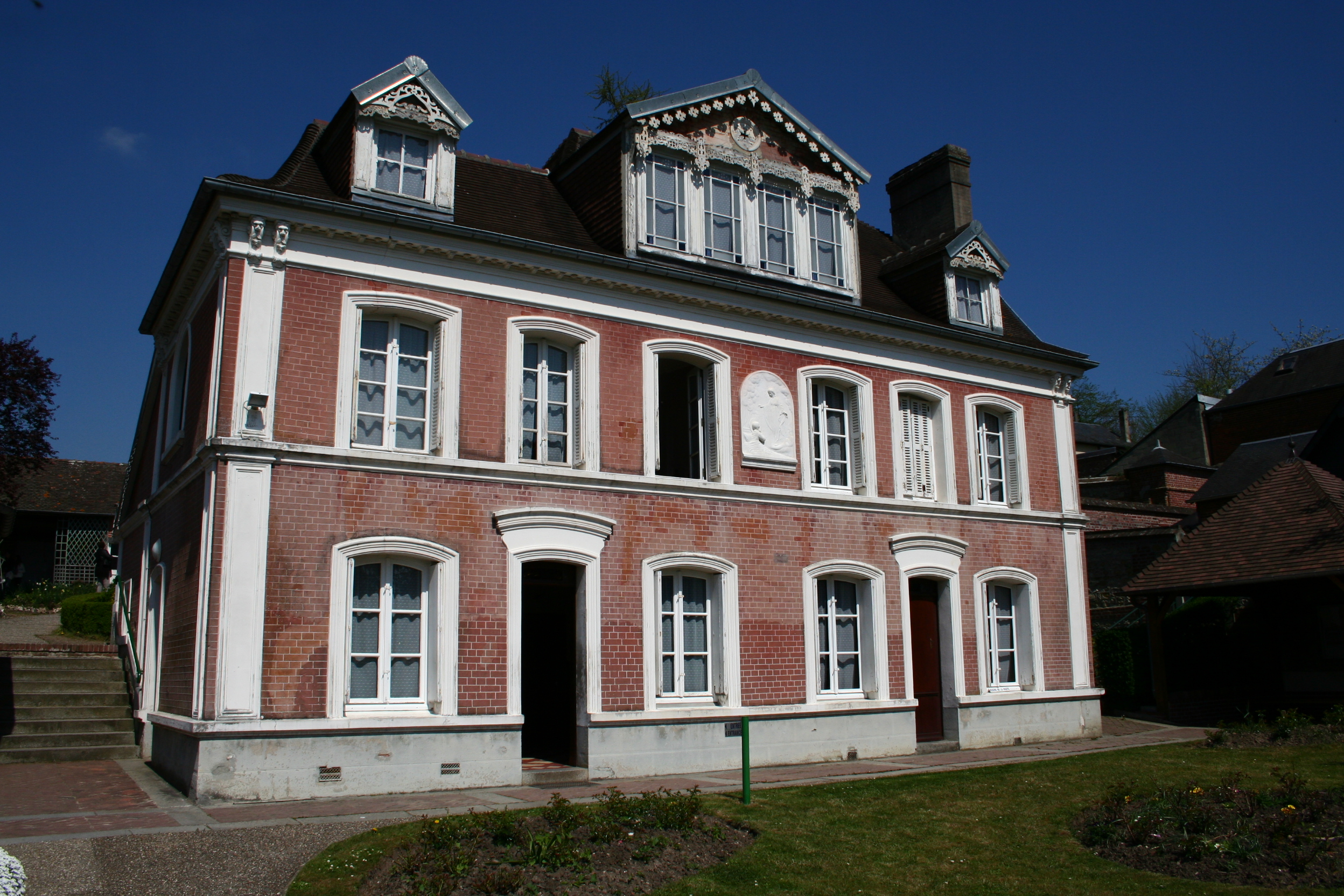
La maison des Buissonnets à Lisieux.

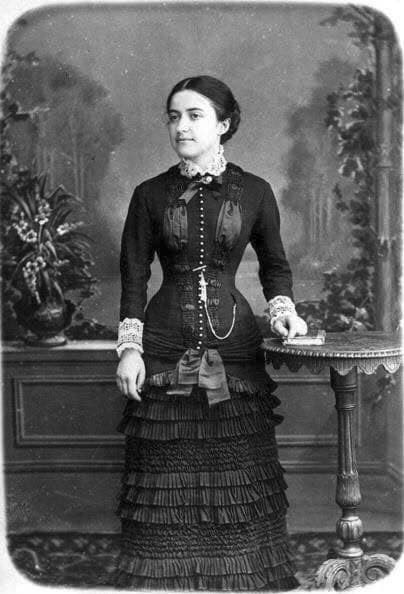
Pauline Martin jeune fille.

Pauline Martin est la deuxième enfant de Louis et Zélie Martin. Louis Martin est horloger, Zélie Martin née Guérin, tient un atelier de Dentelles d'Alençon. Née à Alençon en Normandie, le 7 septembre 1861, Marie-Pauline est baptisée le lendemain. Elle passe les premières années de son enfance dans cette ville. En octobre 1868, elle est envoyée au pensionnat de la Visitation au Mans, où sa tante maternelle est religieuse sous le nom de Sœur Marie-Dosithée, pour y étudier. Elle y termine ses études le 1er août 1877. Elle est qualifiée de : « bonne élève, studieuse et intelligente ».
Pauline, très pieuse, fait sa première communion le 2 juillet 1872 et, à cette occasion, pense, pour la première fois, devenir religieuse.
En 1876, sa mère Zélie se découvre une tumeur fibreuse au sein. De plus, la santé de sa tante, Sœur Marie-Dosithée inquiète, la situation s'aggrave et le 24 février, la religieuse meurt de la tuberculose.
Avec sa mère Zélie, et ses sœurs Marie et Léonie, Pauline part en pèlerinage à Lourdes le 18 juin 1877, afin de demander la guérison de Mme Martin. Mais Zélie Martin meurt le 28 août 1877. La famille est bouleversée. La fille aînée Marie, âgée de 17 ans, prend alors en charge le foyer familial et la plus jeune, Thérèse choisit la seconde, Pauline comme « seconde maman ». La famille Martin déménage à Lisieux près du frère de Mme Martin, Isidore Guérin, pharmacien. Elle s'installe dans la villa Les Buissonnets.

### Entrée au couvent

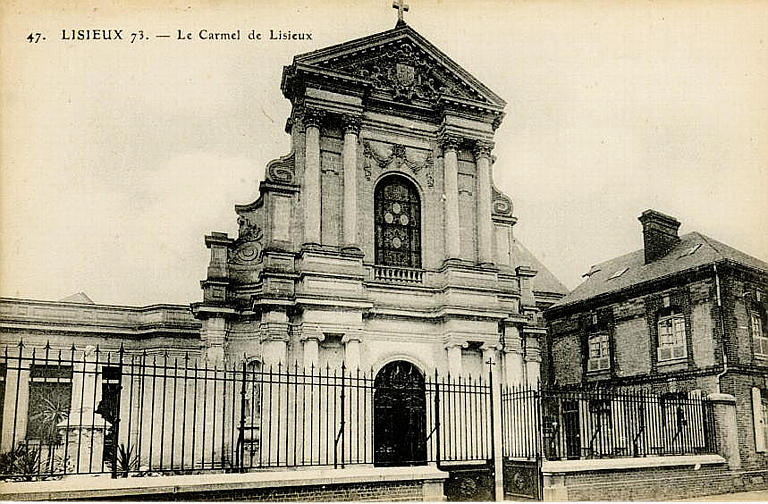
Vue du Carmel de Lisieux en 1900.

En 1882, Pauline décide d'entrer dans les ordres, et choisit d'intégrer le couvent des Sœurs de la Visitation au Mans. Mais le 16 février 1882, en priant devant la statue de Notre-Dame du Mont-Carmel dans l'église Saint-Jacques de Lisieux, Pauline réalise qu'elle voudrait être carmélite. Elle demande alors de changer de congrégation, et le 2 octobre 1882, elle entre à 21 ans comme postulante au carmel de Lisieux.
Son départ du foyer familial provoque une grande peine à sa sœur Thérèse qui se sent « abandonnée une seconde fois », et qui sera à l'origine chez elle de son « étrange maladie ». Néanmoins, les deux sœurs restent en lien par courrier, et Pauline prépare Thérèse à sa première communion grâce à de nombreuses lettres.
Le 6 avril 1883, lors de sa prise d'habit, Pauline choisit le nom de sœur Agnès de Jésus. Le 8 mai 1884, elle prononce ses vœux perpétuels, en même temps que Thérèse fait sa première communion,.
Après la mort de mère Geneviève de Sainte-Thérèse, fondatrice du carmel de Lisieux, Agnès de Jésus est élue prieure le 20 février 1893. Elle reste à ce poste jusqu'à l'élection de mère Marie de Gonzague le 21 mars 1896.

### Édition d'Histoire d'une âme
Grâce à sa bonne éducation, reçue de ses parents et de la Visitation au Mans, elle est bien capable de rédiger les textes de qualité. Au carmel, Sœur Agnès de Jésus est demandée de composer les poésies, cantiques et récréations pieuses (pièces théâtrales spirituelles) en faveur des événements festifs, jusqu'à ce que sa sœur cadette Thérèse lui succède.
Lorsque la mère Geneviève de Sainte Thérèse (née Claire Bertrand), cofondatrice du carmel de Lisieux, est décédée le 5 décembre 1891, c'est elle qui est chargé d'écrire sa très longue Circulaire nécrologique.
À l'origine de la publication de la célèbre autobiographie de Thérèse de Lisieux, publiée et connue sous le titre d'Histoire d'une âme, il y a la demande faite par Pauline, alors supérieure du couvent, de rédiger les souvenirs d'enfance de Thérèse. C'est Marie du Sacré Cœur (sa sœur Marie Martin), qui convainc Pauline d'ordonner à Thérèse de mettre par écrit ses souvenirs d'enfance. Cette demande faite à Thérèse, durant toute l'année de 1895, (rédaction faite par obéissance à sa supérieure) donne le premier récit appelé le Manuscrit dit A (depuis 1957) de Thérèse. La suite de l'ouvrage est rédigé à la demande d'autres carmélites : 

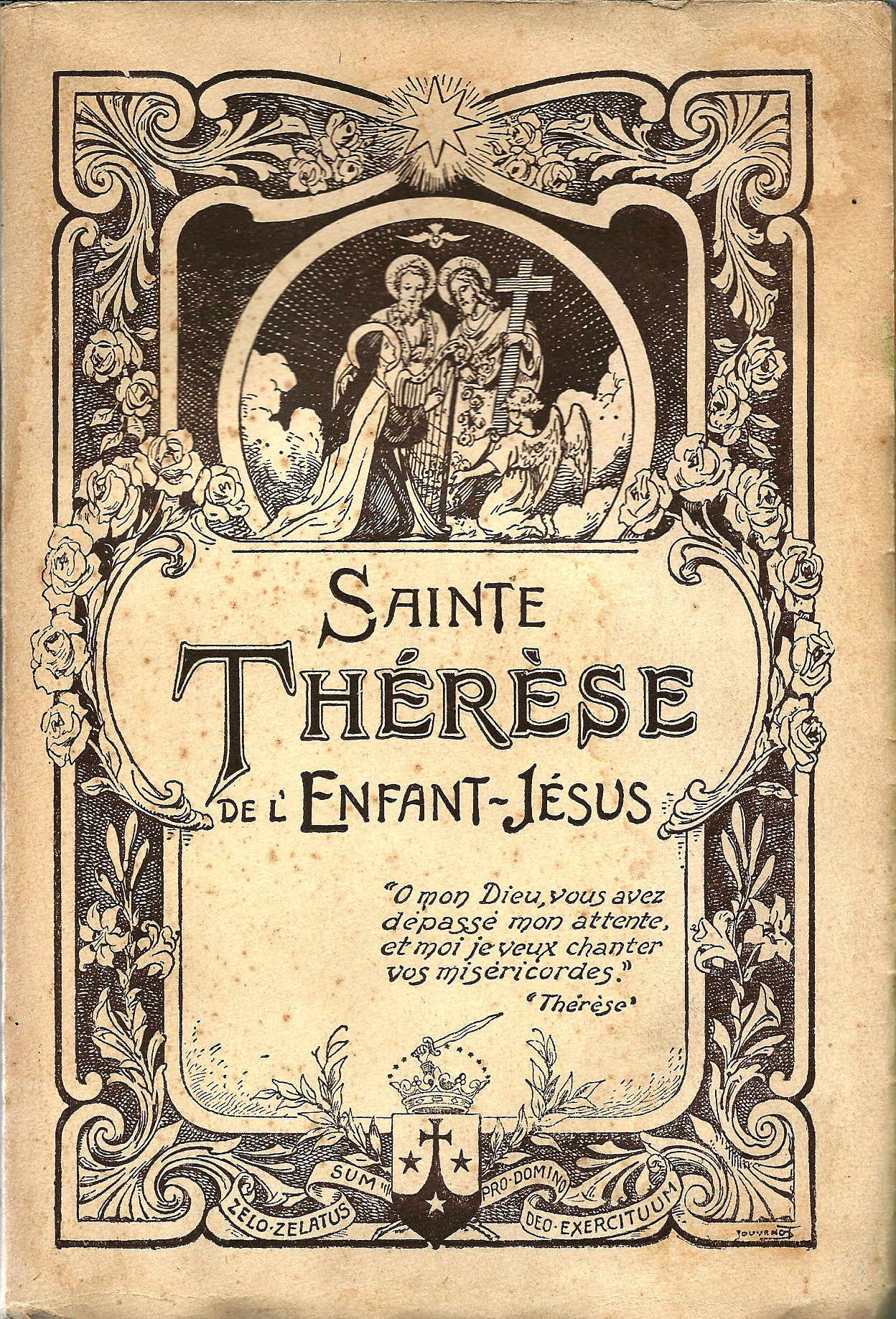
Couverture du livre Histoire d'une âme écrite par elle-même, Lisieux, édition 1940.

- Marie du Sacré-Cœur pour le Manuscrit dit B ou M
- Mère Marie de Gonzague (Prieure à la suite de Pauline), pour le Manuscrit dit C ou G

Agnès de Jésus a également permis la publication d'autres écrits de Thérèse : 
- à partir de décembre 1896, Sœur Agnès entreprend de dater les billets que lui envoie Thérèse (ce qui sera un élément important de la publication des nombreuses lettres de Thérèse).
- du mois d'avril 1897, jusqu'à la mort de Thérèse, Agnès transcrit par écrit presque chaque jour les paroles de Thérèse dans le "carnet jaune". Elles seront publiées sous le titre des "derniers Entretiens".

Immédiatement après la mort de Thérèse, Pauline, propose de faire publier ces trois écrits de Thérèse dans un unique ouvrage, enrichis par ses lettres et poésies. Pauline se charge alors de les remettre en forme, de structurer le texte en chapitres, de rectifier le style et l'orthographe des manuscrits originaux afin de respecter les conventions littéraires de l'époque. Ce faisant, elle en altère aussi le sens profond. Le livre, tiré à 2 000 exemplaires, est publié en septembre 1898, avec le sous-titre d'Histoire d'une âme. Très vite épuisé, l'ouvrage doit être réédité de multiples fois, en volume croissant. En 1955, on compte déjà 46 éditions et de nombreuses traductions (50 sont répertoriées).
Si le Vatican et les supérieurs du carmel souhaitent une édition critique de l’Histoire d'une âme, son âgé avancé, le mère Agnès de Jésus veut que le projet soit lancé après sa mort. À la suite de son décès en 1951, le pape Pie XII demande de revenir à la version originale du texte et de publier les trois manuscrits thérésiens « sans les modifications ». La réalisation d'une phototypie et d'une édition critique est menée par le Père carme François de Sainte Marie († 1961) avec une équipe de carmélites de Lisieux. Après la publication des manuscrits en fac-similé en 1956, la première édition paraît en 1957 à l'Office central de Lisieux. Encore faut-il attendre le centenaire de Thérèse, pour que les manuscrits autobiographes soient strictement publiés.

### Prieure du couvent
En 1902, mère Agnès de Jésus est réélue prieure du couvent. Elle l'est à nouveau en 1909, lorsque se prépare le procès en béatification de Thérèse de Lisieux puis, le 31 mai 1923, elle l'est à nouveau, et le pape Pie XI, par une permission spéciale, la nomme « prieure à vie » du carmel de Lisieux. Mère Agnès travaille activement au projet de la basilique Sainte-Thérèse de Lisieux : elle coordonne les projets, du gros œuvre au plus petit détail. La première pierre est posée le 30 septembre 1929 et l'inauguration officielle se déroule le 11 juillet 1937.
Mère Agnès reçoit de très nombreuses visites d’ecclésiastiques et de personnalités diverses. Elle maintient une correspondance considérable, et devient ainsi « un élément majeur du rayonnement de Thérèse dans le monde »,.
Dès 1926, elle entretient avec Charles Maurras une correspondance suivie et intervient auprès du pape Pie XI au sujet de la condamnation de l'Action française.

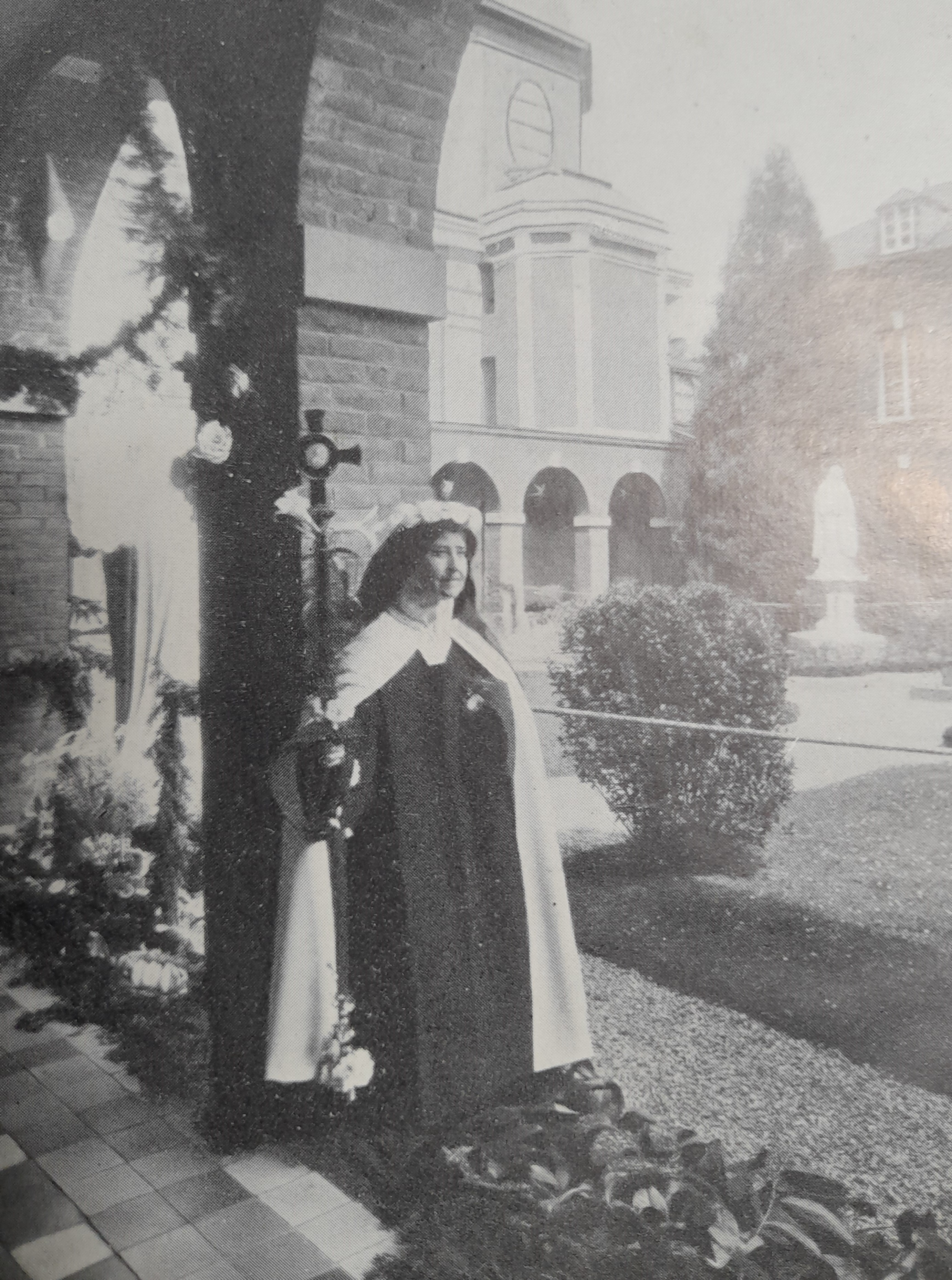
Mère Agnès de Jésus le jour de ses noces d'or (8 mai 1934).

Lors du débarquement de Normandie, la ville de Lisieux se trouve sur la ligne de front. Le 7 juin 1944, la ville est en flammes. Le supérieur de la Mission de France enjoint à mère Agnès, qui a alors 83 ans, de quitter le monastère avec toute la communauté pour se réfugier, dans la crypte de la basilique de Lisieux. L'exil de la communauté dure 80 jours. Le 27 août suivant, la communauté carmélitaine rejoint son carmel demeuré intact.
En janvier 1949, mère Agnès est atteinte d'une congestion pulmonaire. Elle meurt, le 28 juillet 1951, âgée de 89 ans.
Ses obsèques solennelles sont célébrés en présence de Mgr Picaud, évêque de Bayeux et Lisieux.

## Œuvre
- Sœur Agnès de Jésus, Circulaire de Mère Geneviève de Sainte Thérèse : Claire Bertrand 1805 - 1891 (1892, 1896 et 1923 (révisée)) :
[lire en ligne] (Les archives du Carmel de Lisieux)
— « Bien qu'elle porte la signature de la Révérende Mère Marie de Gonzague, la rédaction de cette circulaire, à part l'entrée en matière qui semble bien être de son style, avait été confiée par elle, à la jeune Sœur Agnès de Jésus, un an avant son premier Priorat (1892) » (fin de texte). Cette attribution a été confirmée par le carme Conrad De Meester[4].

## Annexe

### Liens Externes
- Notices d'autorité :   - VIAF
  - ISNI
  - BnF (données)
  - IdRef
  - LCCN
  - GND
  - Espagne
  - Pays-Bas
  - Pologne
  - NUKAT
  - Vatican
  - Croatie
  - Tchéquie
  - WorldCat
- Etapes chronologiques de la vie de Pauline (Mère Agnès de Jésus) (sur le site du Sanctuaire de Lisieux).
- Biographie de Pauline Martin (compte FaceBook du sanctuaire de Lisieux).
- Lettres et écrits de Pauline Martin